# Rhopalopsyllidae
Rhopalopsyllidae es una familia de insectos en el orden Siphonaptera. Al igual que otras pulgas, son parásitos que viven en los  nidos de animales de sangre caliente. 

## Hábitat
La mayoría de las especies viven en las madrigueras roedores, pero el género Parapsyllus está asociado con diferentes especies de  aves marinas. Las especies de esta familia probablemente contribuyen a la propagación de plagas entre las poblaciones de roedores, además  propagan tripanosomas y nematodos parásitos. También se han encontrado en perros, pero no se cree que representen ningún peligro para los humanos.

## Taxonomía
Clasificación según:
- Familia Rhopalopsyllidae Oudemans, 1909
  - Subfamilia Parapsyllinae Johnson, 1957
    - Género Delostichus Jordan, 1942
    - Género Ectinorus Jordan, 1942
    - Género Eritranis Jordan, 1942
    - Género Listronius Jordan, 1942
    - Género Parapsyllus Enderlein, 1903
    - Género Tetrapsyllus Jordan, 1931

  - Subfamilia Rhopalopsyllinae Oudemans, 1909
    - Género Polygenis Jordan, 1939
    - Género Rhopalopsyllus Baker, 1905
    - Género Scolopsyllus Mendez, 1968
    - Género Tiamastus Jordan, 1939